# Antoine Guillamon
Pour les articles homonymes, voir Guillamon.

a Compétitions nationales et continentales officielles uniquement.

b Matchs officiels uniquement.
Dernière mise à jour le 31 octobre 2021.
Antoine Guillamon, né le 4 juin 1991 à Marsonnas, près de Bourg-en-Bresse (Ain), est un joueur français de rugby à XV qui joue au poste de pilier droit.

## Biographie
Antoine Guillamon commence le rugby à l'âge de 12 ans au Rugby Club du Canton de Montrevel, après avoir découvert le ballon ovale à la télévision et s'être enthousiasmé pour les coups d'éclat de son joueur préféré, Frédéric Michalak. Il continue à l'USBPA avant de rejoindre le pôle espoirs de Villefranche-sur-Saône, et le LOU. Il passe également par le pôle France à Marcoussis.
Il fait ses débuts en Top 14 avec le LOU en 2011 ; il dispute dix matchs en tant que pilier droit. En 2012, Philippe Saint-André le convoque pour la tournée de l’équipe de France en Argentine. Puis il rejoint le Stade toulousain en juin alors qu'il lui reste un an de contrat avec le LOU. Ce joueur étant très prometteur, remarquable physiquement, il est l'un des grands espoirs du rugby français.

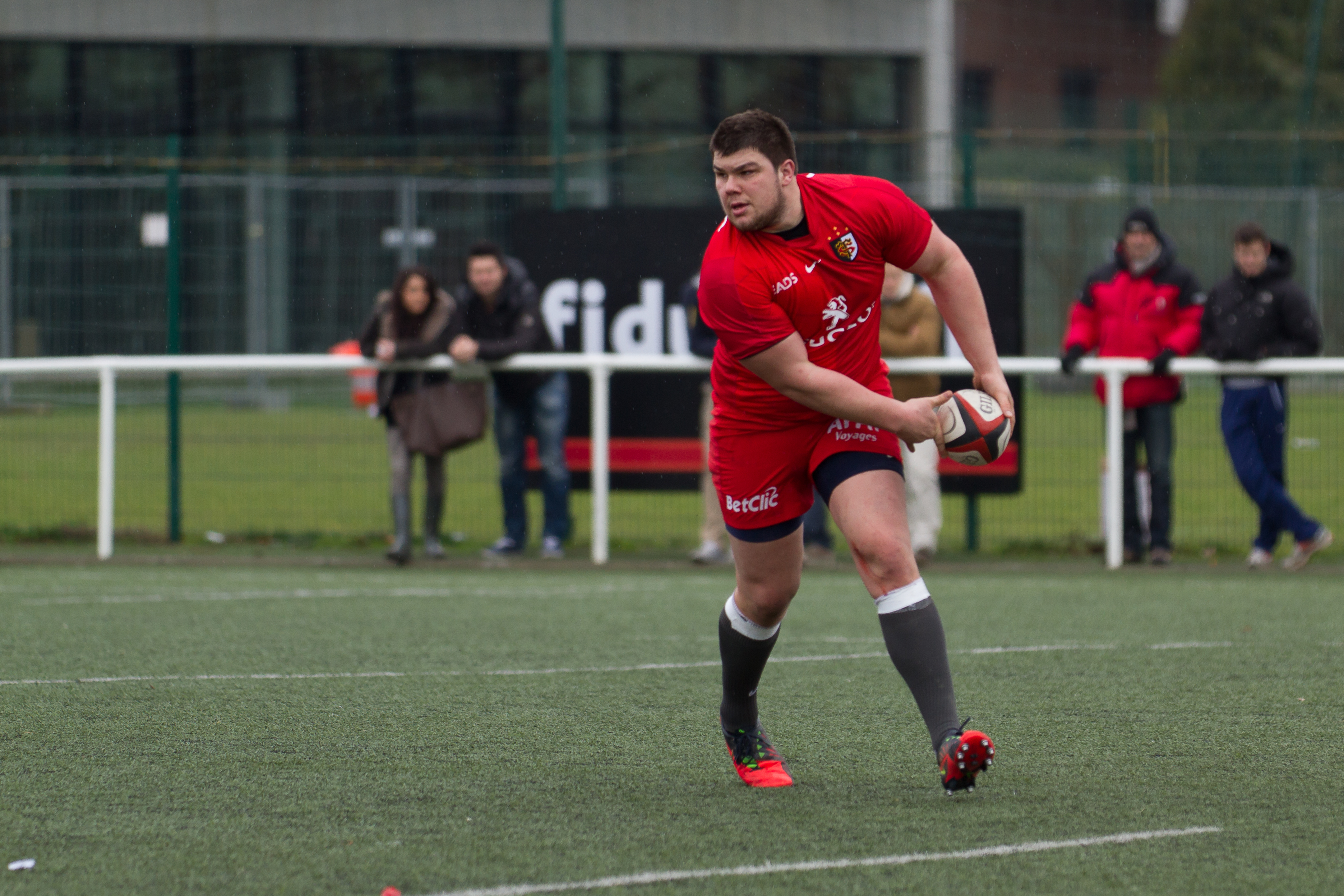
Antoine Guillamon, en 2013, avec les espoirs du Stade toulousain.

Prêté à l'US Oyonnax au cours de la 2013-2014 par le club toulousain, Antoine Guillamon signe finalement un contrat avec ce dernier à partir de la saison 2015-2016. Il rejoint ensuite le club de Montpellier au cours de l'été 2016.
En novembre 2018, il est sélectionné et titularisé avec les Barbarians français pour affronter les Tonga au Stade Chaban-Delmas de Bordeaux. Les Baa-Baas s'inclinent 38 à 49. 
Antoine Guillamon rejoint le Castres olympique en 2021 où il est finaliste du championnat de France de Top 14 en 2022.
Sous contrat avec Castres jusqu'en 2024, il décide de mettre un terme à sa carrière sportive à l'issue de la saison 2022-2023, à l'âge de 32 ans, alors qu'il lui restait un an de contrat.